# Pony Diehl
Charles Diehl, detto Pony (1848 – 1888), è stato un pistolero statunitense, protagonista del Selvaggio West americano..
Ritenuto un mezzosangue Cherokee, Diehl apparve nel Nuovo Messico negli anni '70 del XIX secolo, militando sia nella banda di John Kinney che di Jessie Evans. Dopo la guerra della contea di Lincoln, Diehl si portò a Tombstone (Arizona) dove si unì alla banda dei Cowboys. Dopo l'omicidio dello sceriffo Morgan Earp, Diehl sopravvisse alla Vendetta degli Earp salvo poi essere arrestato per rapina e furto di bestiame.

### Fonti
- Stuart N. Lake, Wyatt Earp, frontier marshal, 1931. Prima biografia autorizzata di Wyatt Earp, basata su di un'intervista rilasciata a Lake da Earp nel 1928. Il volume raccoglie anche i testi dell'autobiografia che Earp dettò nel 1926 a John H. Flood.
- Alford E. Turner, The O.K. Corral inquest, College Station (Texas), 1981, ISBN 0-932702-16-3. Il volume raccoglie i documenti originali del processo condotto dal giudice di pace Spicer, analizzati ed annotati dell'autore Turner. Viene considerata la più autorevole fonte di informazioni sugli Earp.
- I Married Wyatt Earp: The Recollections of Josephine Sarah Marcus Earp, ed. Glenn G. Boyer, University of Arizona Press, 1998, ISBN 0-8165-0583-7. Le memorie della moglie di Wyatt Earp, Josephine Marcus.
- Billy Breakenridge, Helldorado: Bringing the Law to the Mesquite, Boston, 1928, ed. Richard M. Brown, University of Nebraska Press, 1992, ISBN 0-8032-6100-4.
- Walter Noble Burns, Tombstone, an Iliad of the West, 1927, ed. Casey Tefertiller, University of New Mexico Press, 1999, ISBN 0-8263-2154-2.

### Studi
- Steve Gatto, The Real Wyatt Earp: A Documentary Biography, Silver City, 2000, ISBN 0-944383-50-5.
- Allen Barra, Inventing Wyatt Earp: His Life and Many Legends, New York, 1998, ISBN 0-7867-0685-6.
- Casey Tefertiller, Wyatt Earp: The Life Behind the Legend, New York, 1997, ISBN 0-471-18967-7.
- Grace McCool, GUNSMOKE: The True Story of Old Tombstone, Tucson, 1990, ISBN 0-918080-52-5.
- Paula Mitchell Marks, And Die in the West: the story of the O.K. Corral gunfight, New York, 1989, ISBN 0-671-70614-4.